# Friedrichsruh

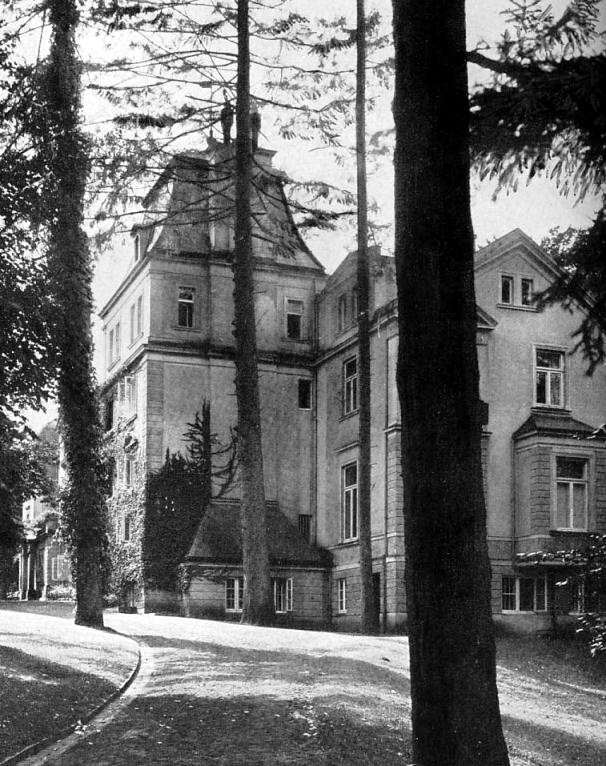
Friedrichsruh nel 1915

Friedrichsruh è un distretto del comune di Aumühle, distretto di Herzogtum Lauenburg, nello Schleswig-Holstein, nel nord della Germania. Friedrichsruh è noto come residenza della famiglia nobile di Bismarck, principalmente del cancelliere Otto von Bismarck dal 1871.

## Storia
Nel XVIII secolo, l'estesa foresta del Sachsenwald in Sassonia-Lauenburg ad est di Amburgo era un terreno di caccia privilegiato per il conte Federico di Lippe (1706-1781). Nel 1763 fece costruire una casetta nel bosco, chiamata Friedrichsruh ("Riposo di Federico"), che alla sua morte passò a diverse a persone. All'inizio del XIX secolo, i locali furono ricostruiti come locanda per pensionato, che dopo l'apertura della linea ferroviaria Amburgo-Berlino nelle vicinanze divenne una destinazione popolare per i cittadini di Amburgo.

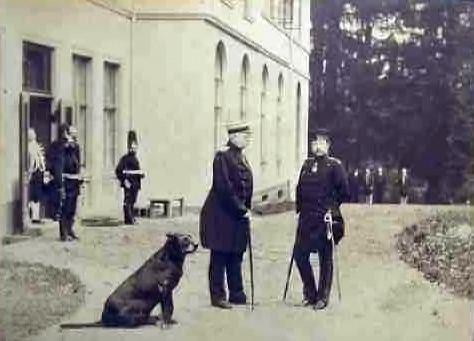
Bismarck e l'imperatore Guglielmo II a Friedrichsruh, 1888

Dopo la vittoria sulla Francia e l'unificazione tedesca del 1871, il cancelliere Otto von Bismarck ricevette in dono le proprietà del Sachsenwald dall'imperatore Guglielmo I. Bismarck fece restaurare l'ex locanda come casa padronale e mantenne il nome di Friedrichsruh. Dopo la sua morte fu sepolto nel Mausoleo di Bismarck sulla collina di Schneckenberg, appena fuori dal Friedrichsruh, il 16 marzo 1899.
Negli ultimi giorni della seconda guerra mondiale, nel 1945, Friedrichsruh fu distrutto durante un raid della RAF a causa della (falsa) voce che Heinrich Himmler si nascondesse lì. In realtà, è stato il quartier generale del programma di salvataggio svedese con autobus bianchi guidati da Folke Bernadotte, chiaramente visibile dai segni della Croce Rossa sul tetto. Dopo la guerra, i locali furono ricostruiti per volere di Otto Christian Archibald von Bismarck (1897-1975). Alcuni dei suoi discendenti vivono ancora lì.